# Grindelia aegialitis
Grindelia aegialitis là một loài thực vật có hoa trong họ Cúc. Loài này được Cabrera mô tả khoa học đầu tiên năm 1931.